# Ghanariket
Ghanariket, Ghana eller Wagadu var ett historiskt rike kring Niger i Västafrika. Riket, som anses ha varit det äldsta i regionen, grundades möjligen på 300-talet - men fanns åtminstone från 500-talet - av det mandetalande folket soninke. Landets storhetstid inföll från cirka 800 till 1076. Riket upphörde 1240 när Sundiata Keita erövrade huvudstaden Koumbi Saleh och grundade Maliriket.
Namnet Ghanariket kan ses som något missvisande eftersom ghana (som betyder "kung" eller "krigshövding") egentligen var titeln på rikets härskare. Härskaren kunde också kallas kaya maghan (som betyder "guldets herre"). Själva landet kallades Wagadu. Riket innehade en maktposition mellan arabiska och berbiska köpmän i norr och folken i söder. Militären i landet var överlägsen sina grannar på grund av tillgången på järnvapen i form av svärd och lansar.
Den militära överlägsenheten innebar en politisk kontroll som yttrade sig genom att omkringliggande riken betalade tributer till härskaren över Ghanariket. Utöver tributerna byggde ekonomin till stor del på tullavgifter på guldhandeln i området.

## Historia
Ingen vet exakt när Ghanariket grundades, men historiker och arkeologer brukar räkna med att det fanns åtminstone på 500-talet e.v.t.  Riket bestod till största del av soninke-folket (även kända som sarakole), ett mandetalande folk. De bodde på savannen mellan Saharaöknen i norr, Senegalfloden i väster och Nigerfloden i öster. Området kallas ibland sudanesiska savannen eller Sudanregionen, vilket inte ska blandas ihop med landet Sudan.
År 1054 inledde almoraviderna, under ledning av ben Jasin, en erövring av Ghanariket norrifrån, men det dröjde till 1076 innan huvudstaden föll. Erövrarna tvingade även befolkningen att anta islam. I samband med detta uppstod nya maktkonstellationer och Ghanariket omgavs snart av konkurrerande riken. Det är något oklart exakt när riket upphörde att finnas. Enstaka historiker argumenterar för en tidpunkt runt 1090, men flertalet anser att riket upphörde när huvudstaden Koumbi Saleh år 1240 erövrades av Sundiata Keita som i samband med detta grundade Maliriket.
I och med Ghanarikets upplösning var soninkernas styre slut. Dessa avlöstes i sin ledande roll i regionen av mandingofolket i söder.
Bland Ghanarikets arvtagarstater kan nämnas det relativt kortlivade Sossoriket, och inte minst Maliriket.
Ghanariket omfattade för övrigt inte något territorium som idag ligger i landet Ghana, längre åt sydöst.